# Глубокое (Алтайский край)
Глубо́кое — село в Завьяловском районе Алтайского края, административный центр Глубоковского сельсовета.

## География, климат
Село расположено на берегу озера Глубокое.
Уличная сеть
В селе 19 улиц и 4 переулка.
Расстояние до:
- районного центра Завьялово 23 км.
- областного центра Барнаул 210 км.

Ближайшие населенные пункты
Малиновский 8 км, Краснодубровский 10 км, Александровка 11 км, Алексеевка 14 км, Тумановский 14 км, Леньки 17 км, Харитоново 17 км.

Климат
В селе и окрестностях озера погода соответствует районным погодным показателям — резко континентальному климату. В июле +19°С, с максимумом, который может достигать в самый жаркий месяц июль + 35-38°С. В январе средняя температура -19°С, тогда как минимумом может стать температура до -50°С. Начало заморозков приходится на середину сентября, они могут продолжаться до середины мая. Поверхность озера замерзает к концу осени, зимой толщина льда достигает 70-80 см. Ветра в районе села преимущественно сильные, до 7 м в сек. и умеренные (2-3 м в сек.).

## История
Основано в 1760 году. Согласно Списка населенных мест Томской губернии по сведениям 1859 года, деревня При озере Глубоком (Глубокая) Барнаульского округа имеет 56 дворов, население мужского пола — 145, женского — 179.
По Списку населенных мест Томской губернии за 1893 год деревня При озере Глубоком Барнаульского округа Нижне-Кулундинской волости имеет 103 двора, население мужского пола — 311, женского — 347.
По Списку населенных мест Томской губернии за 1899 год деревня Глубока Барнаульского уезда Нижне-Кулундинской волости имеет 132 двора, население мужского пола — 393, женского — 446. Имеется школа грамоты.
По Списку населенных мест Томской губернии 1911 года деревня Глубока Барнаульского уезда Знаменской волости имеет 660 дворов, население мужского пола — 1199, женского — 1164. Имеется хлебозапасный магазин, казенная винная лавка, маслодельный завод, 2 торговые лавки.
По Списку населенных мест Сибирского края 1928 года село Глубокое Каменского округа Завьяловского района имеет 578 дворов, население мужского пола — 1382, женского — 1420. Имеется телефон, 2 лавки, школа, изба-читальня.
Хронологические варианты наименования: с. Глубоковское, деревня При озере Глубоком. Согласно проведенным полевым исследованиям, а также архивным материалам, деревня была основана в виде села, которое находилось на берегу озера Глубокое. Название, описывающее место основания, стало официальным наименованием села, поэтому оно является перенесенным с гидронима. По словам старожилов, село «названо по озеру»; «раньше называлось «село при озере Глубоком»; «Село расположено по берегу озера Глубокого, в ровной, низменной местности»; «Тут из озер — Глубокое, тут вода щелоковатая, для стирки, для купания, а для питья непригодная». Русский ойконим в форме прилагательного.
В 1928 году состояло из 578 хозяйств, основное население — русские. Центр Глубоковского сельсовета Завьяловского района Каменского округа Сибирского края.

## Население
| 1926  | 1997  | 1998  | 1999  | 2000  | 2001  |
| ----- | ----- | ----- | ----- | ----- | ----- |
| 2802  | ↘1718 | ↗1744 | ↗1776 | ↗1818 | ↗1901 |
| 2002  | 2003  | 2004  | 2005  | 2006  | 2007  |
| ↘1855 | ↘1770 | ↘1766 | ↗1786 | ↗1822 | ↗1828 |
| 2008  | 2009  | 2010  | 2011  | 2012  | 2013  |
| ↘1768 | ↘1755 | ↘1565 | ↘1559 | ↘1517 | ↘1508 |

## Инфраструктура
- ООО «Анжела»
- ООО «КХ Скиф»
- ООО «ЗИФ»
- ООО «Апекс»
- МКОУ «Глубоковская СОШ»
- МКДОУ детский сад № 7 «РОМАШКА »
- ООО «КХ ЛИВЕК»
- МКУ «Глубоковский СДК»
- ООО «Прогресс»
- ООО «Волна»
- СПК (КОЛХОЗ) «Фрунзенский»
- ФЛ «Глубоковская киноустановка»
- Филиал МУЧ «ЦРБ села Завьялово»
- филиал МУЧ «Библиотечная система Завьялово»
- В селе построена Покровская церковь Барнаульской епархии Русской православной церкви[14].

## Люди, связанные с селом
- Андреев, Георгий Федосеевич — участник Великой Отечественной войны, Герой Советского Союза.
- Корниенко Василий Петрович — доктор экономических наук, профессор.

## Галерея

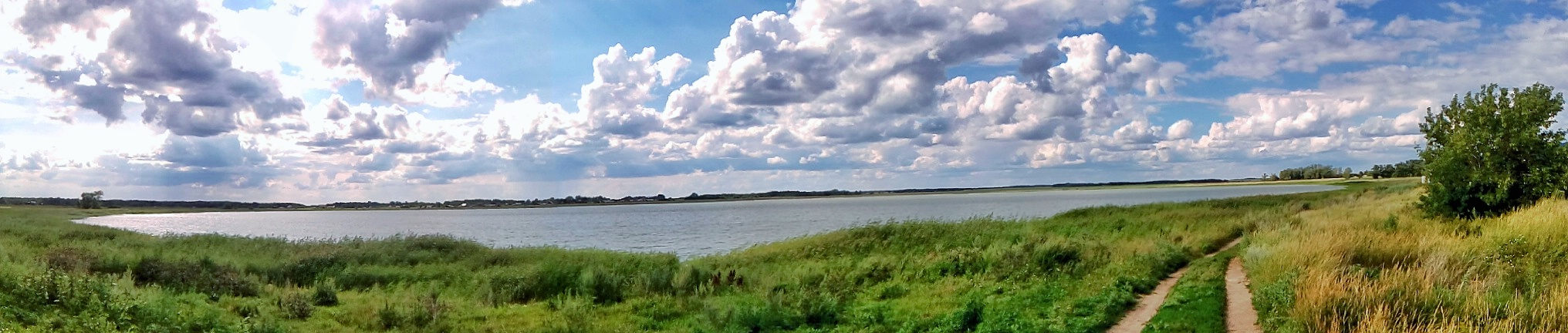
Озеро Глубокое
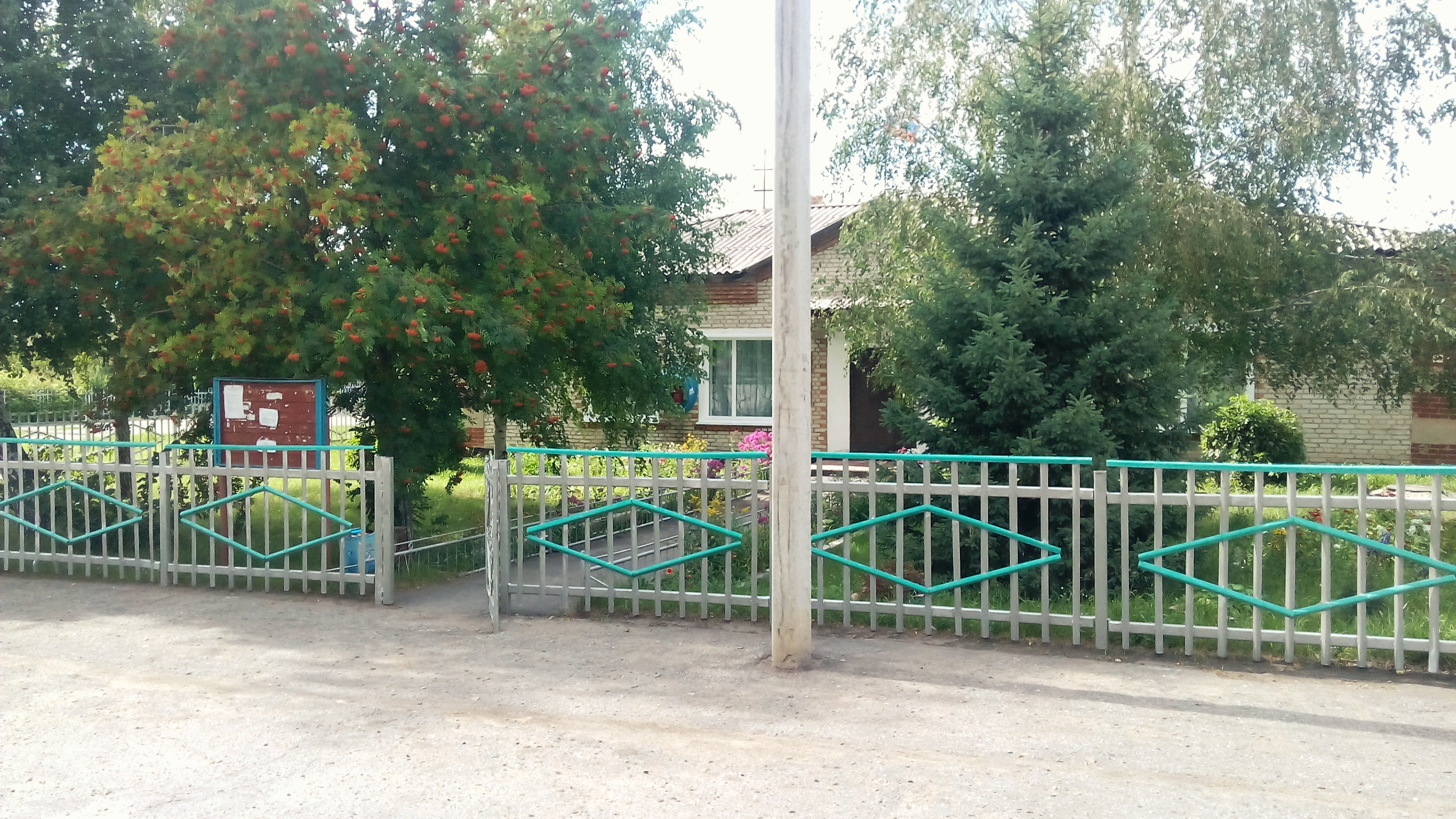
Сельсовет.
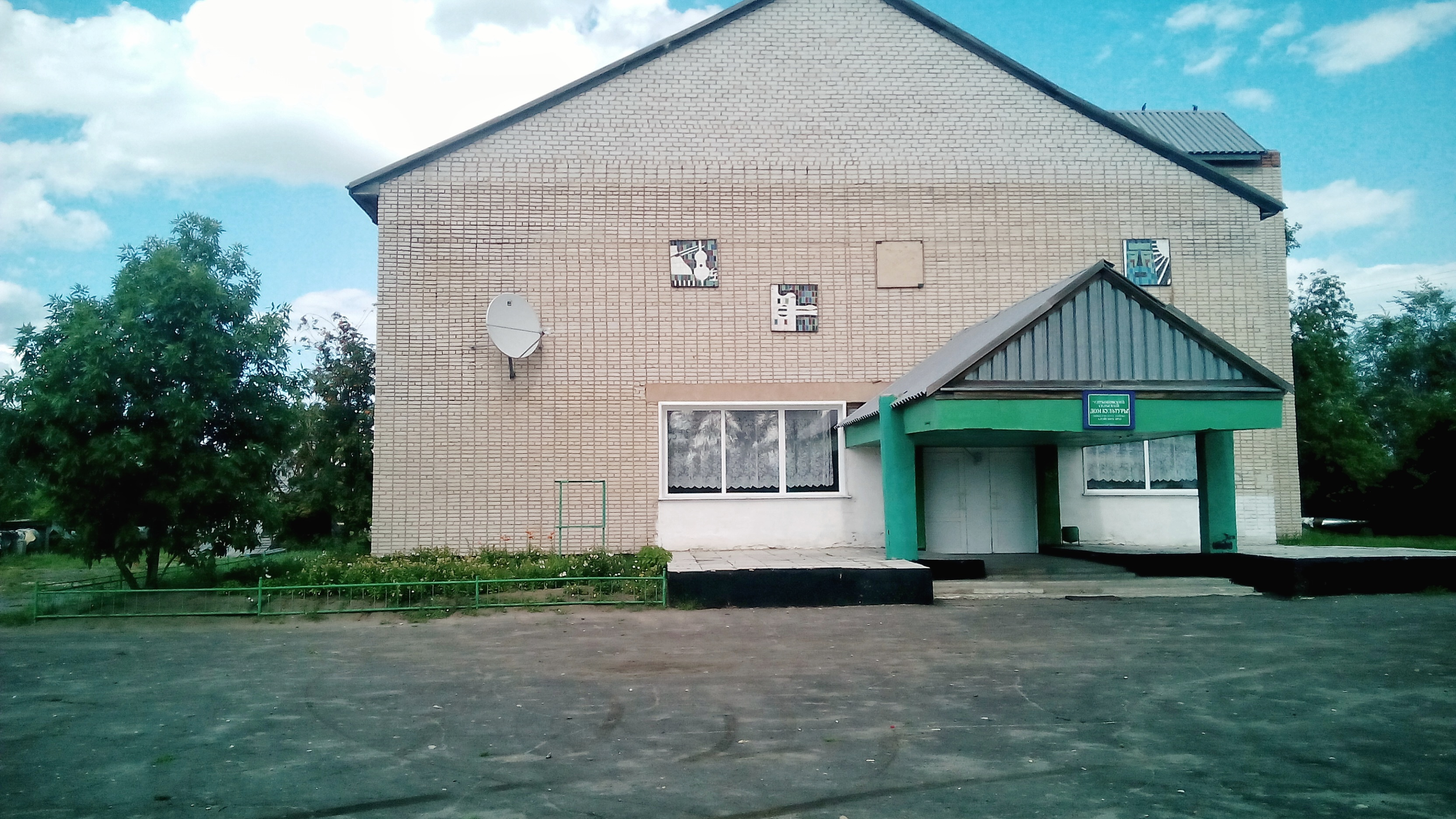
Дом культуры
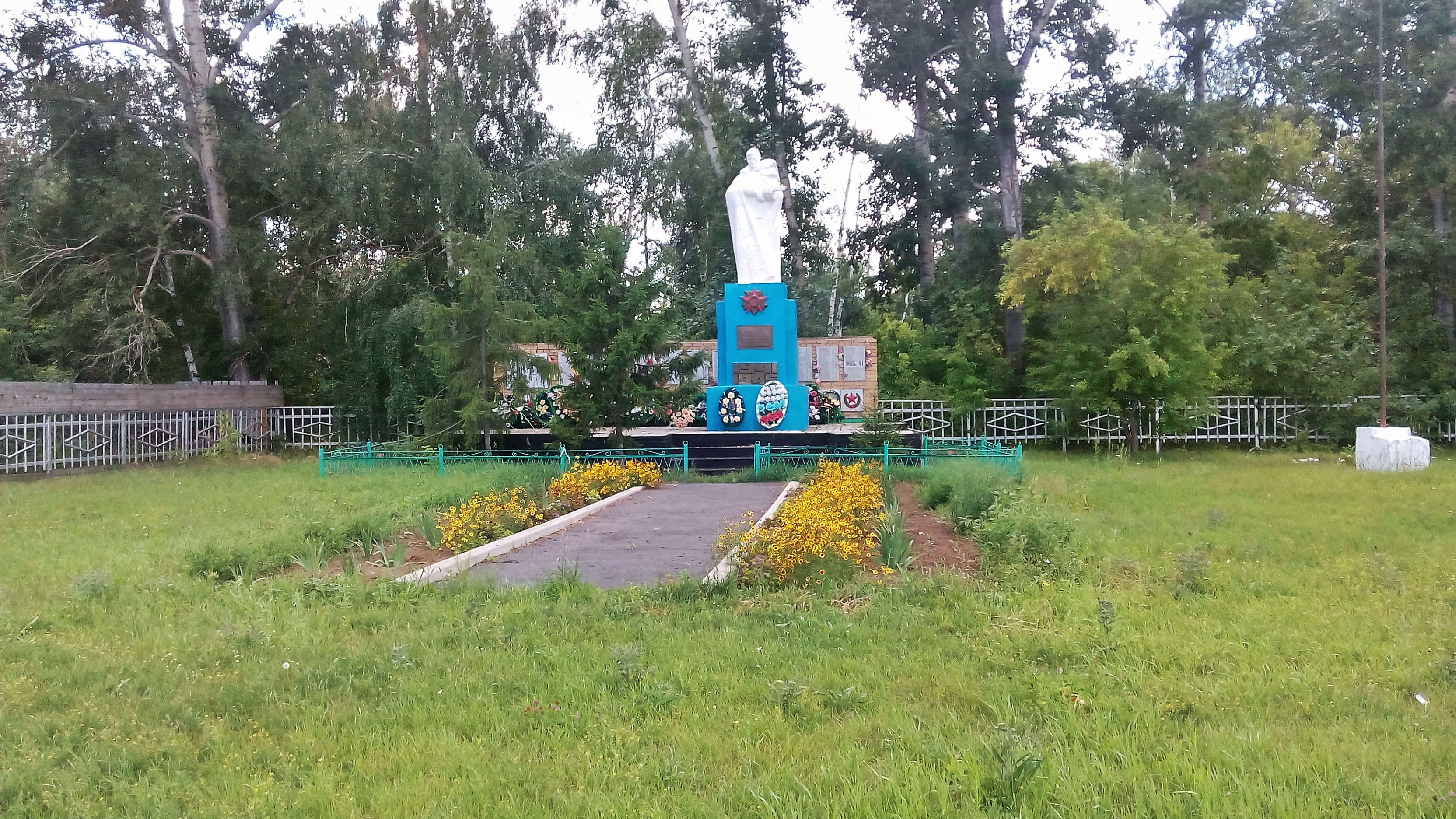
Монумент славы с именами погибших в Великой Отечественной войне.
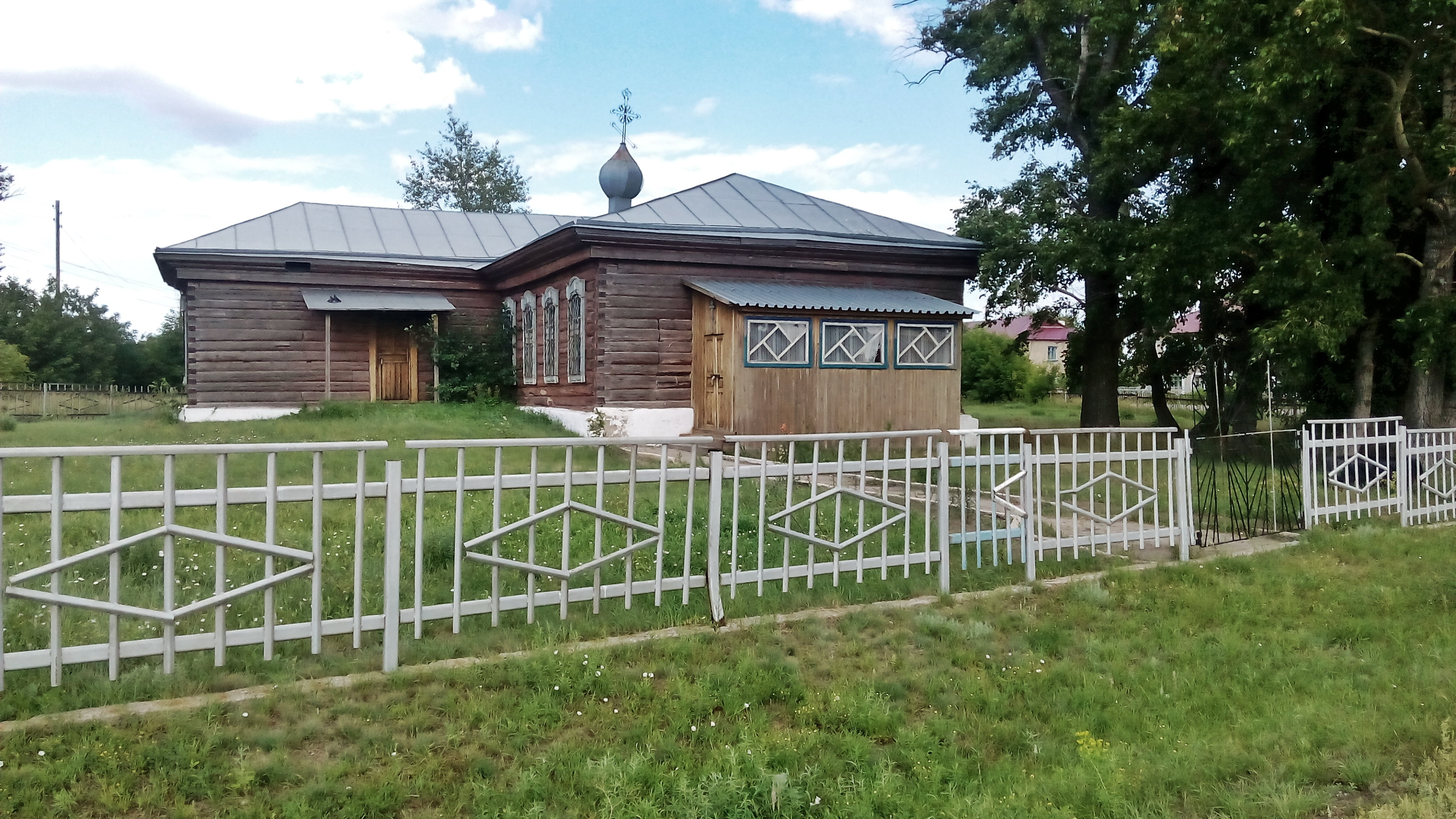
Старая церковь.
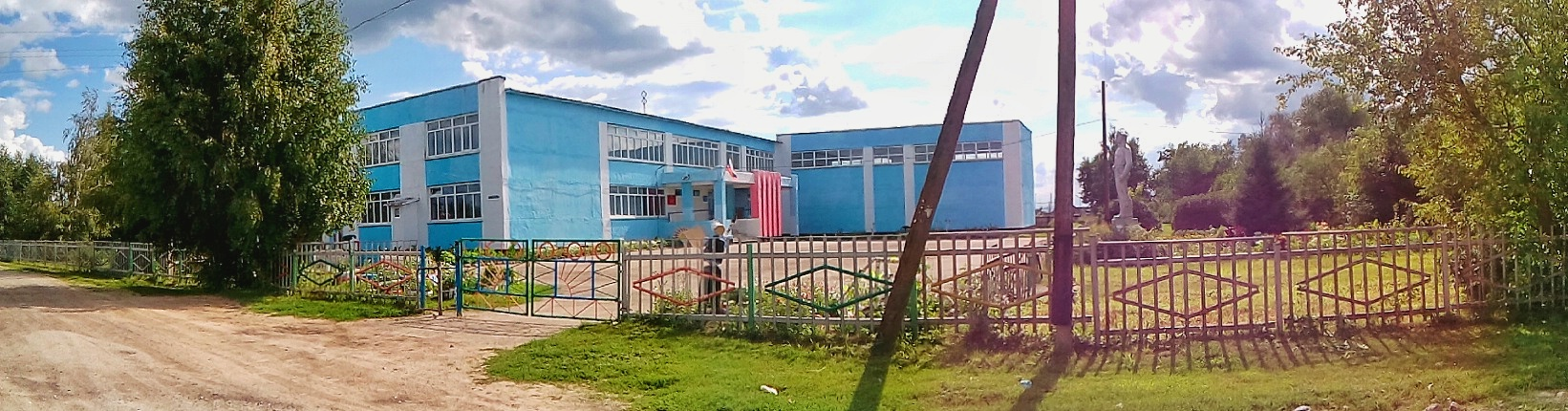
Школа.